# Велебит
Вижте пояснителната страница за други значения на Велебит.
Велебит (на хърватски: Velebit) е планински масив в Хърватия, съставна част от Динарските планини, разположен в непосредствена близост до адриатическото крайбрежие. Най-високата точка на планината е Вагански връх (Vaganski Vrh), 1757 m.

## Географска характеристика
Хребетът се простира от северозапад на югоизток приблизително на 150 km покрай Адриатическо море, отделяйки крайбрежието от вътрешния регион на Хърватия Лика. Някои от върховете му надвишават 1600 m и се намират само на няколко километра от морското крайбрежие. Велебит започва в близост до град Сен при прохода Вратник, който го отделя от планината Велика Капела. Завършва 145 km на югоизток при река Зърманя, която го отделя от планината Буковица. На около 10 km източно от грод Грачац седловина висока 800 m го отделя от разположената северно от нея планина Плешевица.
Обикновено Велебит се дели условно на четири части:
- Северен Велебит – намира се между проходите Вратник и Велики Алан. През Вратник преминава автомобилен път свързващ град Сен с континентална Хърватия. Най-високият връх е Мали Райинац (Mali Rajinac) – 1699 m.
- Среден Велебит – намира се между проходите Велики Алан и Башке Оштарие. През Башке Оштарие преминава автомобилен път от крайбрежието към град Госпич. Най-високият връх е Шаторина (Šatorina) – 1624 m.
- Южен Велебит – намира се между Башке Оштарие и Мали Алан. Най-високите части от масива са включени в национален парк Пакленица. Най-високите върхове са Вагански Врх (1757 m) и Свето Брдо (1753 m).
- Югоизточен Велебит – най-отдалечената част от морето разположена между прохода Мали Алан и град Книн. Това е и най-ниската част от Велебит.

Изграден е основно от варовици със силно проявени карстови форми на релефа. Към морето се спуска със стръмни, на места отвесни и голи склонове, а източните и североизточните му склонове са полегати, като на височина до 1300 m са покрити с широколистни, а нагоре – с иглолистни гори. Там се намират ботаническите градини в Завижан, Рожански кукови и Щироваца, а също и връх Вучяк..
Цялата територия на планината Велебит е обявена за природен парк. Тук се намират и двата национални парка Северен Велебит и Пакленица. На територията на масива се намират две от най-дълбоките хърватски пещери - Лукина яма (Lukina jama, дълбока 1392 m) и Словачка яма (Slovacka Jama, дълбока 1320 m).

## Популярно
В популярната хърватска песен „Ustaski becarac (Mene moja naucila mati)“ се пее куплета: 
| „ | Velebite divna goro naša, Ti si kuca Hrvatskih Ustaša. | “ |

 В превод: 
| „ | Велебите дивна горо (планина) наша, ти си къща (крепост) на хърватските усташи. | “ |